# Alain Baroja
Alain Baroja (Caracas, 23 de outubro de 1989) é um futebolista profissional venezuelano que atua como goleiro. Atualmente, defende o Caracas.

## Carreira

### Caracas
Começou na base do Caracas. Foi o goleiro titular na Copa América de 2015.

### AEK
Foi emprestado ao AEK Atenas em 2015, mas não permaneceu na equipe, e retornou de empréstimo.

## Títulos

### Caracas
- Copa Venezuela: 2013